# 恋文 (C-C-Bの曲)
「恋文」（ラブレター）は、1988年4月13日にリリースされたC-C-Bの13枚目のシングルである。

## 解説
- C-C-B初のバラードシングル。渡辺英樹が作曲を担当。
- 大谷和夫が編曲を手がけたC-C-Bのシングルとしては最後の作品。
- オリコンシングルチャート最高3位。
- ボーカルは渡辺と米川。
- TBS系列の音楽番組「ザ・ベストテン」にはランクインを果たせず、日本テレビ系列「歌のトップテン」は初登場8位→10位と2週ランクインした。

## 収録曲
| 全作曲: 渡辺英樹。 |                        |          |            |                 |      |
| #                  | タイトル               | 作詞     | 作曲・編曲 | 編曲            | 時間 |
| 1.                 | 「恋文（ラブレター）」 | 松本隆   | 渡辺英樹   | 大谷和夫, C-C-B | 4:05 |
| 2.                 | 「WALKI'N」            | 渡辺英樹 | 渡辺英樹   | 渡辺英樹        | 4:09 |